# Erik Daniel
Erik Daniel (Bratislava, Eslovaquia; 4 de febrero de 1992) es un futbolista checo-eslovaco. Juega de centrocampista y su equipo es el F. C. Spartak Trnava de la Superliga de Eslovaquia. Daniel posee doble nacionalidad y desde 2020 está disponible para jugar con la selección eslovaca.

## Trayectoria
En 2013 fue cedido Spartak Myjava de la Superliga de Eslovaquia por el Slovan Liberec de la República Checa. Tras un año notable en liga, el Spartak Myjava decidió quedarse en propiedad al jugador, de este modo volvería a su último club antes de fichar por el Slovan Liberec. 
En 2019 fichó por el Slovan Bratislava procedente del MFK Ružomberok y en su primera temporada llegó a disputar un total de 17 partidos anotando un gol.

## Clubes
| Club                    | País            | Año       |
| ----------------------- | --------------- | --------- |
| F. C. Slovan Liberec    | República Checa | 2011-2013 |
| Spartak Myjava          | Eslovaquia      | 2013-2016 |
| MFK Ružomberok          | Eslovaquia      | 2016-2018 |
| Š. K. Slovan Bratislava | Eslovaquia      | 2019-2022 |
| Zagłębie Lubin (cedido) | Polonia         | 2021-2022 |
| F. C. Spartak Trnava    | Eslovaquia      | 2022-     |

## Palmarés

### Títulos nacionales
| Título                  | Club                    | País       | Año  |
| ----------------------- | ----------------------- | ---------- | ---- |
| Superliga de Eslovaquia | Š. K. Slovan Bratislava | Eslovaquia | 2020 |
| Copa de Eslovaquia      | Š. K. Slovan Bratislava | Eslovaquia | 2020 |
| Superliga de Eslovaquia | Š. K. Slovan Bratislava | Eslovaquia | 2021 |
| Copa de Eslovaquia      | Š. K. Slovan Bratislava | Eslovaquia | 2021 |
| Copa de Eslovaquia      | F. C. Spartak Trnava    | Eslovaquia | 2023 |
| Copa de Eslovaquia      | F. C. Spartak Trnava    | Eslovaquia | 2025 |